# Ponç III d'Empúries
Ponç III d'Empúries o Ponç Hug II d'Empúries (ca. 1135 - 1200) fou comte d'Empúries de 1173 fins a la seva mort el 1200. Era el fill primer d'Hug III d'Empúries i de Jussiana d'Entença, va heretar el comtat d'Empúries a la mort del seu pare el 1173.
Durant el seu regnat el comtat va sofrir grans pestes, fam i inundacions, que el sumiren en una gran crisi econòmica. Tot i això va fer grans donacions als monestirs de Sant Pere de Rodes i de Sant Quirze de Colera.
Es casà en primeres núpcies amb Adelaida de Montcada, probablement filla de Guillem Ramon I de Montcada el Gran Senescal, de qui va tenir el seu hereu Hug IV d'Empúries (v 1170-1230), comte d'Empúries. En segones núpcies es casà amb Ermessenda de Peratallada, de la qual volgué adquirir nombroses terres, però se n'hagué de separar poc abans de morir perquè l'enllaç s'havia fet sense dispensa apostòlica.